# The Witcher 2: Assassins of Kings
The Witcher 2: Assassins of Kings (en polaco: Wiedźmin 2: Zabójcy królów) es un videojuego de rol, secuela de The Witcher, desarrollado por CD Projekt RED y basada en la saga literaria de Geralt de Rivia escrita por Andrzej Sapkowski. El 16 de septiembre de 2009, antes del anuncio oficial del videojuego, se filtró un vídeo con contenido del mismo. CD Projekt RED confirmó el desarrollo de The Witcher 2 para PC el 18 de septiembre de 2009, dos días después.  CD Projekt se encargará de la publicación del videojuego en Europa Central y en los sitios web de distribución digital, mientras que Atari y Namco Bandai lo harán en América del Norte y Europa Occidental, respectivamente. CD Projekt ha confirmado que The Witcher 2 será publicado el 17 de mayo de 2011. El juego es distribuido sin DRM en Good Old Games.

## Argumento
The Witcher 2: Assasins of Kings contiene varios caminos y bifurcaciones posibles en la historia, así como múltiples finales. Al igual que en el primer juego, el jugador toma el control de Geralt de Rivia, uno de los pocos brujos que quedan. Los brujos son humanos que han sido mejorados genéticamente y entrenados para matar monstruos desde una edad muy temprana. Poseen poderes especiales, que son distintos en cada brujo. Estos incluyen la alquimia, la magia y el manejo de la espada.

### Prólogo
Durante el prólogo, Geralt es interrogado en una prisión del reino de Temeria por Vernon Roche, el comandante de un grupo de fuerzas especiales temerias conocidas como los Franjas Azules, acerca del asesinato del rey de Temeria, Foltest. Geralt relata los sucesos que desembocaron en la muerte del monarca, durante los cuales él actuó como su guardaespaldas: Durante una rebelión contra Foltest por parte de varias familias nobles de Temeria, Foltest en persona lideró la batalla para recuperar a sus hijos ilegítimos, Anais y Boussy, quienes estaban siendo retenidos por los rebeldes. Una vez que Foltest hubo encontrado a sus hijos, fue asesinado por un misterioso hombre disfrazado como un monje, que escapó antes de que Geralt pudiera reaccionar. Los soldados temerios encuentran a Geralt a solas junto al cadáver del rey y lo toman por el asesino. 
Volviendo al presente, y tras haber escuchado la historia de Geralt, Roche cree en la inocencia del brujo y lo ayuda a escapar de la prisión. Los dos hombres, junto con la hechicera Triss Merigold, amante de Geralt y antigua consejera real de Foltest, viajan a un puesto comercial llamado Flotsam, en busca del asesino del rey.

### Capítulo I
Llegando a Flotsam, Geralt, Roche y Triss caen en una emboscada de Iorveth, el líder de un comando de bandidos elfos conocidos como Scoia'tael. Geralt descubre que el asesino de Foltest está compinchado con estos elfos, y que anteriormente ya había matado a otro rey: Demawend, el rey del vecino reino de Aedirn. Los Scoia'tael atacan al grupo, y sólo gracias a la ayuda de Triss consiguen llegar sanos y salvos a Flotsam.
Nada más llegar al puesto comercial, Geralt descubre que Zoltan y Jaskier están a punto de ser ahorcados en la plaza principal. Tras una pelea con los guardias, el comandante de Flotsam, Bernard Loredo, accede a dejarlos libres a cambio de ciertas condiciones, y le pide a Geralt que se reúna con él en su mansión.
Si Geralt ayuda a Iorveth, los dos navegan hacia el Aedirn superior. Allí, se enredan en una rebelión contra el rey Henselt de la vecina Kaedwen, y asisten a las fuerzas rebeldes. Geralt completa tres misiones: formular un antídoto venenoso para el líder rebelde Saskia, determinar el paradero de Triss (capturado por espías del imperio de Nilfgaard y llevado a Loc Muinne), y levantar una maldición en el campo de batalla que impide que los rebeldes defiendan a Vergen, su base de operaciones. Los rebeldes derrotan al ejército del rey Henselt y Henselt se ve obligado a reconocer los términos de Saskia. Geralt descubre que Saskia es en realidad un dragón que toma forma humana, pero su consejera, la hechicera Philippa Eilhart, la controla. Cuando Philippa teletransporta a Saskia y a ella a Loc Muinne, Geralt y Iorveth lo siguen.

### Capítulo II
Si Geralt ayuda a Roche, Roche asesina a Leralo por traición. Geralt y Roche navegan a la alta Aedirn. Allí, también se enredan en la rebelión contra el rey Henselt, pero ayudan al rey en lugar de luchar contra él. Geralt descubre una insurgencia en el ejército kaedweni: leales que están convencidos de que Henselt está conspirando con el imperio de Nilfgaard. Geralt completa tres misiones: determinar el paradero de Triss (capturado por una delegación diplomática de Nilfgaard y llevado a Loc Muinne), levantando una maldición sobre el rey Henselt y levantando una maldición del campo de batalla que impide que el rey marche en la ciudad de Vergen. Geralt defiende a Henselt de dos asesinos brujos y utiliza la necromancia para descubrir que están aliados con Síle de Tansarville, quien ya ha huido a Loc Muinne con la hechicera Philippa Eilhart y el líder rebelde fascinado Saskia. Se revela que Roche está conspirando contra Kaedwen, y Henselt ejecuta a la mayoría de los hombres de Roche en represalia. Mientras Henselt asalta a Vergen, Geralt derrota a la guardia personal de Henselt y permite que Roche asesine a Henselt en venganza (lo que provoca una guerra civil en Kaedwen) o lo convence de que le perdone al rey. Geralt y Roche luego van a Loc Muinne, siguiendo el rastro de Triss y Philippa.

### Capítulo III
Geralt llega a Loc Muinne, con Iorveth o Roche dependiendo de a quién asistió previamente. Los magos han convocado una reunión para establecer un nuevo cuerpo gobernante mágico conocido como el Cónclave, y todos los líderes reales están en Loc Muinne. Philippa Eilhart y Síle de Tansarville tienen la intención de usar la reunión para establecer su propio poder, con Saskia todavía en trance como apalancamiento.
Si Geralt llega con Iorveth, debe elegir entre rescatar a Triss o rescatar a Philippa, que es la única persona capaz de levantar el hechizo de Saskia, pero que fue capturada y cegada por el rey de Redania. Si Geralt llega con Roche, debe elegir entre rescatar a Triss o rescatar a la princesa secuestrada Anais de Temeria. Dependiendo de la elección, la reunión de magos reales se interrumpe cuando las fuerzas nilfgaardianas llegan con Letho, quien revela el complot completo de las brujas, o si Triss es rescatado, independientemente de a quién asistió Geralt, ella revela el complot de las brujas. Saskia interrumpe nuevamente la reunión en forma de dragón, quien aún está bajo el control mental de Philippa. Geralt persigue a Síle, quien intenta usar su megascope (un teletransportador mágico) para escapar. Sin embargo, Letho había saboteado el megascope, en el que Síle se atasca. Geralt puede rescatar a Síle o no hacer nada, en cuyo caso Síle se rompe en pedazos. Finalmente, Geralt se enfrenta a Saskia, luego de lo cual puede matarla, dejarla vivir, o (si rescató a Phillipa antes) romper el hechizo sobre la mente de Saskia.

### Epílogo
Si Triss fue rescatada, el Cónclave se restaura y los magos trabajan para sellar Loc Muinne. Si Triss no fue rescatada, un sangriento pogrom de usuarios de magia ocurre en Loc Muinne y en todos los Reinos del Norte. Geralt finalmente se enfrenta a Letho, el asesino de reyes, que revela un plan nilfgaardiano para desestabilizar los Reinos del Norte. Después de escuchar la historia de Letho, Geralt puede dejarlo ir o duelo hasta la muerte. Geralt luego se reúne con Triss y con Iorveth o Roche, y parte hacia el sur. Una trama concurrente del juego son los intentos de Geralt por recuperar los recuerdos perdidos de su vida anterior, aprender más sobre su amante Yennefer y la mítica caza salvaje. La escena posterior al crédito revela a un campesino recolector de madera presenciando una invasión nilfgaardiana.

## Desarrollo
Inicialmente, CD Projekt RED tenía planeado publicar una expansión para The Witcher, de nombre Rise of the White Wolf, siendo White Wolf una referencia al protagonista, Geralt de Rivia. Sin embargo, esta expansión fue finalmente descartada y dejaron de publicarse noticias sobre ésta. Más tarde, un vídeo filtrado comenzó a circular por Internet con el título Assassins of Kings. Meses más tarde CD Projekt RED confirmó la producción de una secuela llamada The Witcher 2: Assassins of Kings.
CD Projekt había usado un motor de videojuego propio para la secuela, a diferencia del videojuego original, que utilizaba una versión modificada del motor Aurora Engine, de BioWare. Durante las primeras etapas del desarrollo, los desarrolladores sólo mostraron un grupo reducido de áreas del videojuego que usaban ese nuevo motor, destacando las mejoras llevadas a cabo. Además del ya nombrado motor de videojuego, los desarrolladores modificaron el sistema de combate. Varios sitios web como IGN han declarado que el combate ya no es como solía serlo en la primera entrega, es decir, un combate temporizado y centrado en el uso del ratón. 

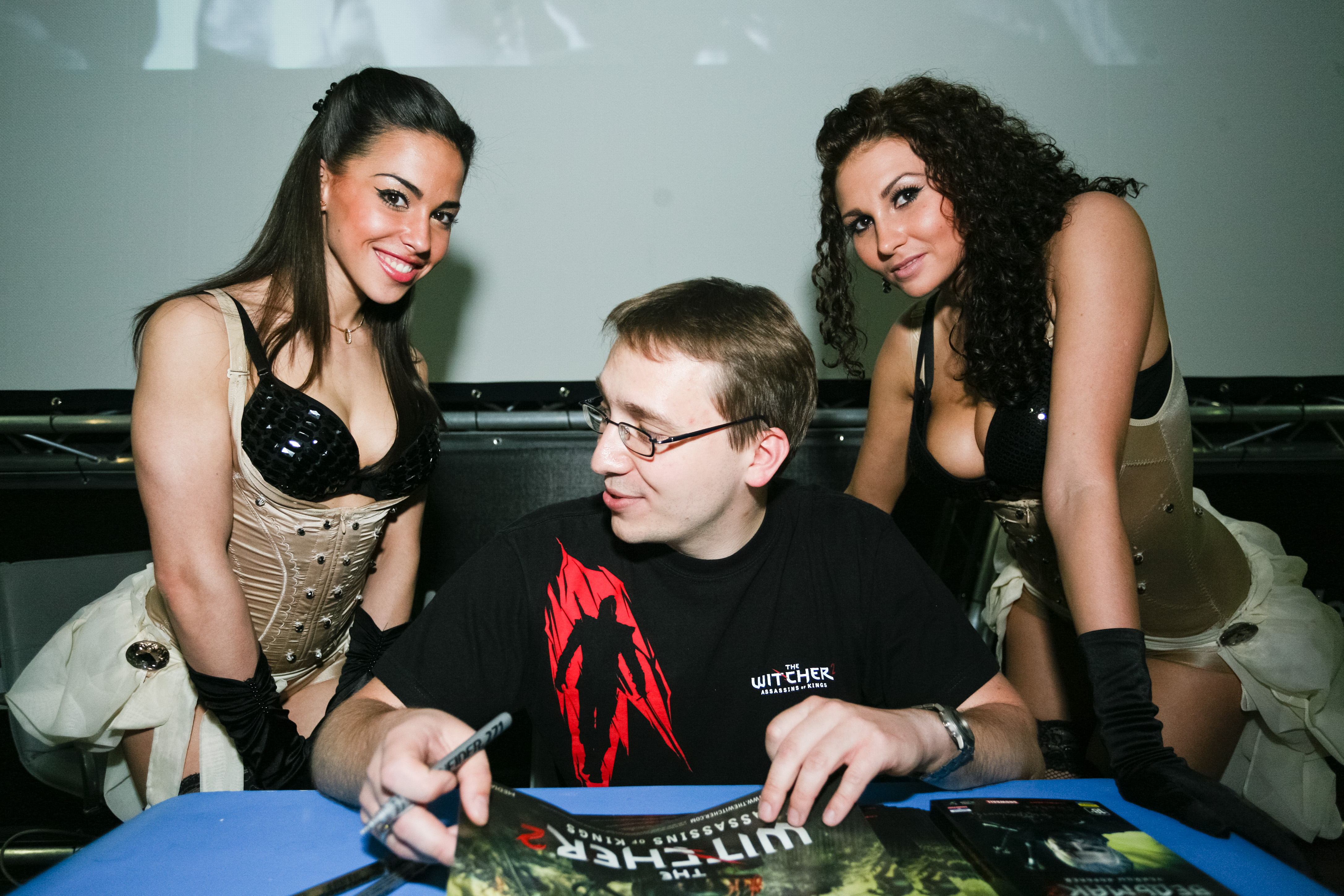
Evento promocional de The Witcher 2 en Kiev, Ucrania.

El 25 de marzo de 2010, se mostró por primera vez al público un vídeo demostrando la jugabilidad de The Witcher 2. En este vídeo se mostraron los diversos métodos que un jugador podía usar para completar el nivel. También se mostró un demo en la GamesCom 2010 con muchos niveles y personajes distintos. Aun así, el videojuego conserva su sistema de "consecuencias retrasadas", bien recibido tanto por la comunidad de jugadores como por los críticos. Además, The Witcher 2 cuenta con un sistema de diálogos ramificado, con voces proporcionadas por actores dedicados. El videojuego destaca por sus logrados diálogos y guion, con una historia que usa elementos propios del cine como los flashbacks.
El videojuego pule muchos de los errores del primer videojuego, remodela por completo el sistema de combate e introduce unos impactantes gráficos, especialmente un uso abrumador de luces y sombras ambientales. Destacar también la opción gráfica "hiperrealismo", donde el juego genera varias veces cada imagen para conseguir un resultado mucho más pulido, a costa del rendimiento. No se recomienda el uso del hiperrealismo excepto en tarjetas gráficas de gama muy alta. También se han detectado serios problemas de rendimiento en las tarjetas gráficas Nvidia (de momento, existen parches provisionales para mejorar notablemente el rendimiento).

## Curiosidades
- Si eliges seguir a Iorveth, durante el acto 2, justo después de que envenenaran a Saskia, Iorveth y Geralt van a hablar con Philippa para buscar un antídoto. En un momento de la conversación, Philippa menciona que únicamente es posible salvar a Saskia si se fabrica un antídoto con unos ingredientes muy especiales y difíciles de conseguir, o con un anillo de poder. Al momento, Iorveth hará una broma sobre el tema diciendo: "Un anillo para gobernarlos a todos", y Geralt se negará en rotundo a "subir descalzos a un volcán en erupción".